# Yeppoon
Yeppoon (13 285 habitants) est une ville côtière du centre du Queensland en Australie. Elle est située à 42 km au nord est de Rockhampton et à 678 km au nord ouest de Brisbane.
La ville est le centre d'une région dont l'économie est basée sur la culture de l'ananas et de la canne à sucre ainsi que du tourisme

## Lien externe

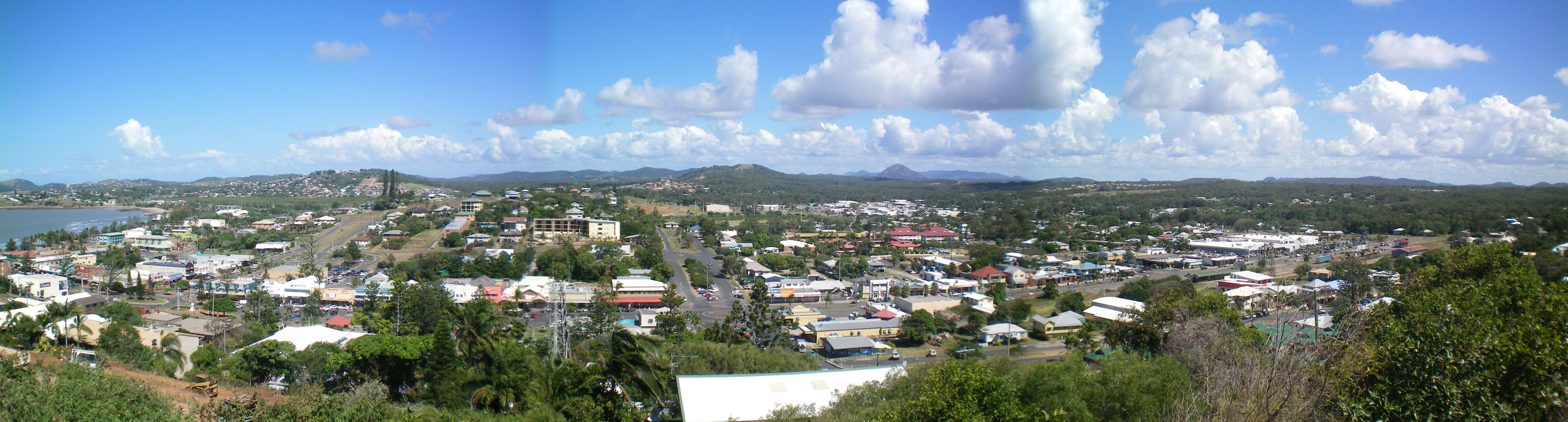
Vue panoramique de Yeppoon